# Witpootkronkel
De witpootkronkel (Tachypodoiulus niger) is een dier uit de familie der echte miljoenpoten (Julidae).

## Kenmerken
Dit dier heeft een zwart lichaam met witte pootjes. De lichaamslengte bedraagt 4,8 cm.

## Leefwijze
Deze dieren klimmen in de avond op muren, bomen en struiken op zoek naar voedsel.

## Verspreiding en leefgebied
Deze soort komt voor in bosachtige gebieden in Europa.